# Wilhelm Dörr
Wilhelm Dörr (9. února 1921 Merenberg – 13. prosince 1945 Hameln) byl během druhé světové války německý příslušník SS v hodnosti Oberscharführer a zástupce velitele koncentračního tábora Kleinbodungen – pobočného tábora KT Mittelbau-Dora. Po válce byl britskými okupačními orgány v procesu Bergen-Belsen odsouzen za válečné zločiny k trestu smrti.

## Biografie
Narodil se ve městě Merenberg, kde pracoval na statku. Od roku 1932 do 1939 byl členem Hitlerjugend a v prosinci 1940 vstoupil do Waffen-SS poté, co nebyl přijat pro službu ve Wehrmachtu. Na výcviku v Drážďanech v říjnu 1941 vážně onemocněl revmatismem a několik měsíců byl v nemocnici. Po zotavení byl v létě 1942 přidělen k jednotkám SS-Totenkopfverbände. Do prosince 1943 sloužil jako strážce koncentračního tábora Sachsenhausen.

## Mittelbau-Dora
V lednu 1944 byl přemístěn do koncentračního tábora Mittelbau-Dora, kde zpočátku působil jako Blockführer (vedoucí bloku) v komplexu centrálního tábora, než byl v září 1944 jmenován zástupcem Hauptscharführera Franze Stofela, velitele pobočného tábora Kleinbodungen. V koncentračním táboře Kleinbodungen měl na starost zhruba 620 vězňů používaných při nucených pracích v Mittelwerku, továrně na výrobu zbraní, která vyráběla německé balistické rakety V-2. Při příchodu amerických jednotek v dubnu 1945 byla nařízena evakuace tábora. Dörr byl jedním ze 45 mužů SS, kteří vedli pochod smrti stovek vězňů z Kleinbodungenu do koncentračního tábora Bergen-Belsen v Dolním Sasku. Během pochodu SS provedla řadu poprav vězňů, kteří se pokusili uniknout nebo jinak zpomalit postup pochodu.

## Poválečné období
Čtyři dny poté, co Dörr a jeho skupina dorazili do Bergen-Belsenu, byl tábor osvobozen britskými jednotkami. Byl zatčen a obžalován z válečných zločinů, ke kterým došlo během pochodu smrti. Byl souzen spolu s 45 dalšími válečnými zločinci před britským vojenským soudem v Lüneburgu v procesu Bergen-Belsen. Byl usvědčen a odsouzen k trestu smrti. Byl popraven oběšením ve vězení v Hamelinu 13. prosince 1945.